# Aleksi Modebadse
Aleksi "Alex" Modebadse (georgisch ალექსი მოდებაძე; * 21. Februar 1978 in Tiflis) ist ein georgischer Ringer. Er wurde 2001 Vize-Europameister im freien Stil im Schwergewicht.

## Werdegang
Aleksi Modebadse kam im Jahre 1991 zum Ringen. Er gehört dem Sportclub Shewardeni Tiflis an und wird von Sasa Turmanidse trainiert. Er bevorzugt den freien Stil und ringt bei einer Größe von 1,91 Metern im Schwergewicht, der Gewichtsklasse bis 120 kg Körpergewicht. Schon während seiner aktiven Zeit studierte er Rechtswissenschaften und ist jetzt Rechtsanwalt.
Seine internationale Laufbahn als Ringer begann bereits im Jahre 1995 mit der Teilnahme an der Junioren-Weltmeisterschaft (Altersgruppe Espoirs) in Teheran. Dabei belegte er im Schwergewicht den 7. Platz. Auch in den folgenden Jahren nahm er im Juniorenalter noch an mehreren internationalen Meisterschaften teil. Die besten Ergebnisse, die er dabei erzielte, waren ein 3. Platz bei der Junioren-Europameisterschaft 1997 in Istanbul in der Altersgruppe "Juniors", ein 2. Platz bei der Junioren-Europameisterschaft 1998 in Radovis/Makedonien und ein 2. Platz bei der Junioren-Weltmeisterschaft 1998 in Las Vegas, jeweils in der schwersten Gewichtsklasse.
1998 wurde Aleksi Modebadse erstmals bei einer Europameisterschaft der Männer eingesetzt. Im Schwergewicht kam er dabei auf einen guten 5. Platz. Er verlor dabei seinen ersten Kampf gegen Milan Mazáč, Slowakei, besiegte dann Gábor Gombos, Ungarn und Krassimir Kotschew, Bulgarien, schied aber nach einer weiteren Niederlage gegen Sven Thiele, Deutschland, aus. Im gleichen Jahr wurde er dann auch noch bei der Weltmeisterschaft der Männer in Teheran eingesetzt. Er kam dort zu einem Sieg über Georgi Kaisinov, Usbekistan, verlor dann gegen Rasoul Khadem aus dem Iran, besiegte Gelegschamtsyn Ösöchbajar, Mongolei und schied nach einer Niederlage gegen Aydın Polatçı, Türkei aus. Er kam damit auf den 10. Platz. Bei der Europameisterschaft 1999 in Minsk kam er auf den 5. Platz. Er verlor dort seinen ersten Kampf gegen Aljaksej Mjadswedseu, Weißrussland, besiegte dann Zsolt Gombos, Ungarn, verlor gegen Sven Thiele und schlug Boschidar Bojadschiew aus Bulgarien. Bei der Weltmeisterschaft 1999 in Ankara kam er nach Niederlagen gegen Chen Xing Qiang, China und Aydın Polatçı nur auf den 18. Platz.
Im Frühjahr 2000 gelang es Aleksi Modebadse sich für die Olympischen Spiele in Sydney zu qualifizieren. Vor diesen Spielen fand aber noch die Europameisterschaft in Budapest statt, bei der er nach einem Sieg über Racab Aşabalıyev, Aserbaidschan und einer Niederlage gegen Theofilios Abadzis, Griechenland auf den 10. Platz kam. Den gleichen Platz belegte er dann auch bei den Olympischen Spielen in Sydney. Er verlor dort allerdings beide Kämpfe, die er zu bestreiten hatte, nämlich gegen Efstathios Topalidis, Griechenland und gegen Abbas Jadidi, Iran.
Im Jahre 2001 gelang ihm dann der vielleicht größte Erfolg seiner Ringerlaufbahn, als er in Budapest Vize-Europameister wurde. Auf dem Weg zu diesem Erfolg verlor er zunächst gegen David Musuľbes, Russland, besiegte dann Radosław Jankowski, Polen, Iwan Ischtschenko, Ukraine, Theofilos Abadzis und Ottó Aubéli, Ungarn und unterlag im Finale noch einmal gegen David Musuľbes. Bei der Weltmeisterschaft dieses Jahres war er weit weniger erfolgreich, denn er verlor in Sofia gegen Alexis Rodríguez Valera, Kuba und Hisham Abdelwahab Abdelmoamen, Ägypten und kam nur auf den 21. Platz. 2003 gewann er dann bei der Europameisterschaft in Riga nach Siegen über Barys Hrynkewitsch, Weißrussland, Francesco Miano-Petta, Italien und Aydın Polatçı, einer Niederlage gegen David Musuľbes und einem weiteren Sieg über Rareș Chintoan, Rumänien, mit der Bronzemedaille eine weitere Medaille. Bei der Weltmeisterschaft 2008 in New York kam er zu Siegen über Edgar Alfonso Becerra Yañev, Venezuela und Jagdish Kaliraman, Indien. Er verlor dann aber seinen dritten Kampf gegen Artur Taymazov aus Usbekistan und belegte den 8. Platz.
Im Jahre 2004 war Aleksi Modebadse auch bei den Olympischen Spielen in Athen am Start. Er kam dort zu einem Sieg über Ottó Aubéli, verlor aber dann gegen den ehemaligen Weltmeister Kuramagomed Kuramagomedow aus Russland und landete auf dem 14. Platz.
Bis zu seinem Laufbahnende 2010 startete er dann nicht mehr so oft bei internationalen Meisterschaften. 2007 gelang ihm aber bei der Europameisterschaft in Sofia noch einmal ein Medaillengewinn. Er besiegte dabei Rareș Chintoan, verlor gegen Serhij Prjadun, Ukraine und sicherte sich danach diese Medaille durch Siege über Gheorghe Susumcov, Moldawien und Ottó Aubéli. Seine internationale Ringerkarriere schloss Aleksi Modebadse mit einem hervorragenden fünften Platz bei der Weltmeisterschaft 2009 in Herning/Dänemark ab. Er verlor dort seinen ersten Kampf gegen Fardin Masoumi Valadi, Iran, kam dann zu Siegen über Recep Kara, Türkei und Arjan Bhullar, Kanada, verlor aber den abschließenden Kampf um eine Bronzemedaille gegen Tervel Dlagnev aus den Vereinigten Staaten.
Aus dem Jahre 2010 ist noch das Ergebnis der georgischen Meisterschaft bekannt. Aleksi Modebadse belegte dabei hinter Giorgi Sakandelidse und vor Giorgi Kwirischwili und Koba Kereselidse den 2. Platz.

## Internationale Erfolge
| Jahr | Platz | Wettbewerb                                  | Gewichtsklasse | Ergebnisse |
| 1995 | 7.    | Junioren-WM (Espoirs) in Teheran            | Schwer         | Sieger: Timur Pilijew, Russland vor Mihály Deák Bárdos, Ungarn |
| 1995 | 6.    | Junioren-EM (Juniors) in Witten             | bis 88 kg      | Sieger: Kuramagomed Kuramagomedow, Russland vor Surab Begiaschwili, Ukraine |
| 1997 | 3.    | Junioren-EM (Juniors) in Istanbul           | bis 115 kg     | hinter Aydın Polatçı, Türkei und Aschgar ?, Russland |
| 1998 | 5.    | EM in Bratislava                            | Schwer         | nach einer Niederlage gegen Milan Mazáč, Slowakei, Siegen über Gábor Gombos, Ungarn und Krassimir Kotschew, Bulgarien und einer Niederlage gegen Sven Thiele, Deutschland                                              |
| 1998 | 2.    | Junioren-EM (Juniors) in Radovis/Makedonien | bis 115 kg     | hinter Artjom Atschijew, Russland, vor Boschidar Bojadschiew, Bulgarien |
| 1998 | 2.    | Junioren-WM (Juniors) in Las Vegas          | bis 115 kg     | hinter Artjom Atschijew, vor Boschidar Bojadschiew und Markus Hamann, Deutschland |
| 1998 | 10.   | WM in Teheran                               | Schwer         | nach einem Sieg über Georgi Kaisinov, Usbekistan, einer Niederlage gegen Rasoul Khadem, einem Sieg über Gelegschamtsyn Ösöchbajar, Mongolei und einer Niederlage gegen Aydın Polatçı                                   |
| 1999 | 5.    | EM in Minsk                                 | Schwer         | nach einer Niederlage gegen Aljaksej Mjadswedseu, Weißrussland, einem Sieg über Zsolt Gombos, Ungarn, einer Niederlage gegen Sven Thiele, Deutschland und einem Sieg über Boschidar Bojadschiew                        |
| 1999 | 5.    | Militär-WM in Zagreb                        | Schwer         | hinter Andrei Schumilin, Russland, Bayram Doğan, Türkei, Jurij Schobitko, Ukraine und Jason Loukides, USA |
| 1999 | 18.   | WM in Ankara                                | Schwer         | nach Niederlagen gegen Chen Xing Qiang, China und Aydın Polatçı |
| 2000 | 1.    | Olympia-Qualif.-Turnier in Minsk            | Schwer         | vor Aljaksej Mjadswedseu und Dolgorsürengiin Sumjaabadsar, Mongolei |
| 2000 | 3.    | Olympia-Qualif.-Turnier in Leipzig          | Schwer         | hinter Aljaksej Mjadswedseu und Dolgorsürengiin Sumjaabadsar |
| 2000 | 8.    | Olympia-Qualif.-Turnier in Tokio            | Schwer         | Sieger: Aljaksej Mjadswedseu vor Efstathios Topalidis, Griechenland |
| 2000 | 10.   | EM in Budapest                              | Schwer         | nach einem Sieg über Recab Aşabalıyev, Aserbaidschan und einer Niederlage gegen Theofilios Abadzis, Griechenland |
| 2000 | 10.   | OS in Sydney                                | Schwer         | nach Niederlagen gegen Efstathios Topalidis und Abbas Jadidi, Iran |
| 2001 | 2.    | EM in Budapest                              | Schwer         | nach einer Niederlage gegen David Musuľbes, Russland, Siegen über Radosław Jankowski, Polen, Iwan Ischtschenko, Ukraine, Theofilios Abadzis und Ottó Aubéli, Ungarn und einer weiteren Niederlage gegen David Musuľbes |
| 2001 | 21.   | WM in Sofia                                 | Schwer         | nach Niederlagen gegen Alexis Rodríguez Valera, Kuba und Hisham Abdelwahab Abdelmoamen, Ägypten |
| 2003 | 3.    | EM in Riga                                  | Schwer         | nach Siegen über Barys Hrynkewitsch, Weißrussland, Francesco Miano-Petta, Italien und Aydın Polatçı, einer Niederlage gegen David Musuľbes und einem Sieg über Rareș Chintoan, Rumänien                                |
| 2003 | 8.    | WM in New York                              | Schwer         | nach Siegen über Edgar Alfonso Becerra Yañez, Venezuela und Jagdish Kaliraman, Indien und einer Niederlage gegen Artur Taymazov, Usbekistan                                                                            |
| 2003 | 5.    | FILA-Absolute Championships in Moskau       | Schwer         | hinter Alexis Rodríguez Valera, Stephen Mocco, USA, Kuramagomed Kuramagomedow und David Musuľbes |
| 2004 | 14.   | OS in Athen                                 | Schwer         | nach einem Sieg über Ottó Aubéli und einer Niederlage gegen Kuramagomed Kuramagomedow |
| 2005 | 13.   | WM in Budapest                              | Schwer         | nach einem Sieg über Krassimir Kotschew, Bulgarien und einer Niederlage gegen Liang Lei, China |
| 2006 | 3.    | Golden-Grand-Prix in Baku                   | Schwer         | hinter Artur Taymazov und Marid Mutalimow, Kasachstan |
| 2007 | 3.    | EM in Sofia                                 | Schwer         | nach Sieg über Rareș Chintoan, Niederlage gegen Serhij Prjadun, Ukraine und Siegen über Gheorghe Susumcov, Moldawien und Ottó Aubéli                                                                                   |
| 2008 | 3.    | Olympia-Qualif.-Turnier in Warschau         | Schwer         | hinter Liang Lei und Ottó Aubéli |
| 2009 | 10.   | Intern. Turnier in Kiew                     | Schwer         | Sieger: Tervel Dlagnev vor Dawit Otiaschwili, Georgien |
| 2009 | 6.    | Welt-Cup in Teheran                         | Schwer         | Sieger: Wassilij Tersmenezkyj, Ukraine vor Əli İsayev, Aserbaidschan |
| 2009 | 5.    | WM in Herning/Dänemark                      | Schwer         | nach einer Niederlage gegen Fardin Masoumi Valadi, Iran, Siegen über Recep Kara, Türkei und Arjan Bhullar, Kanada und einer Niederlage gegen Tervel Dlagnev                                                            |

## Erläuterungen
- alle Wettkämpfe im freien Stil
- OS = Olympische Spiele, WM = Weltmeisterschaft, EM = Europameisterschaft
- Schwergewicht, bis 2001 bis 130 kg, seit 2002 bis 120 kg Körpergewicht